# Homalia australasica
Homalia australasica là một loài Rêu trong họ Neckeraceae. Loài này được (Müll. Hal.) Müll. Hal. ex Ångström miêu tả khoa học đầu tiên năm 1876.